# Luigi Anichini
Luigi Anichini (Veneza, 1510 – Ferrara, 1559) foi um ourives italiano.

## Biografia
Anichini foi também gravador de selos e medalhas, um nativo de Ferrara, viveu em Veneza por volta de 1550. Michelangelo proferiu em sua "Entrevista de Alexandre, o Grande, com o sumo sacerdote, em Jerusalém", "a perfeição da arte." Suas medalhas de Henrique II de França e do Papa Paulo III são muito apreciadas.
Fabricante de instrumentos de ourivesaria, era apreciado e elogiado por Ticiano e por Pietro Aretino. Seu pai Francesco Anichini e seus irmãos Andrea Anichini e Callisto Anichini foram também ourives.